# Astronomia

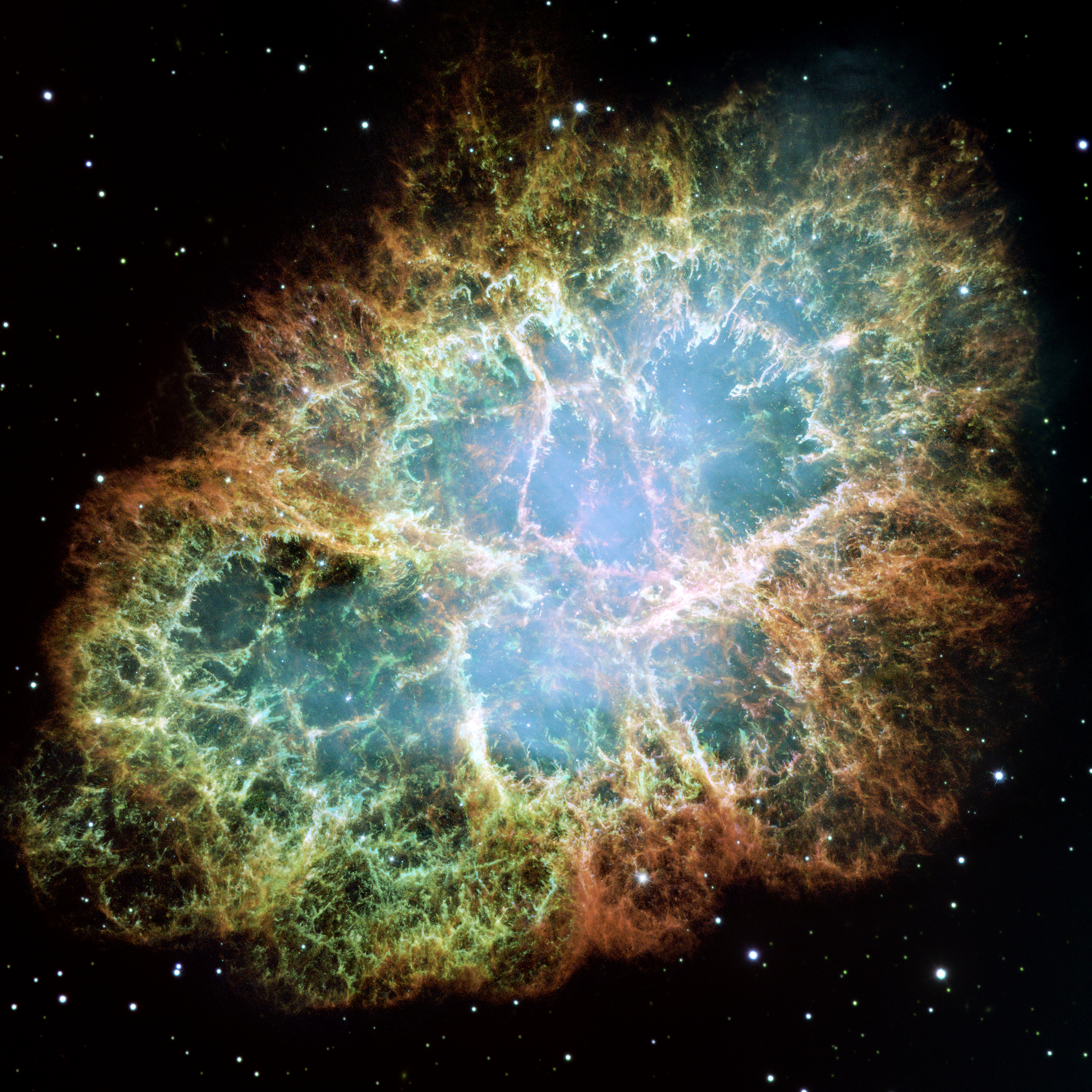
Mosaic gegant del telescopi espacial Hubble de la nebulosa del Cranc, un romanent de supernova

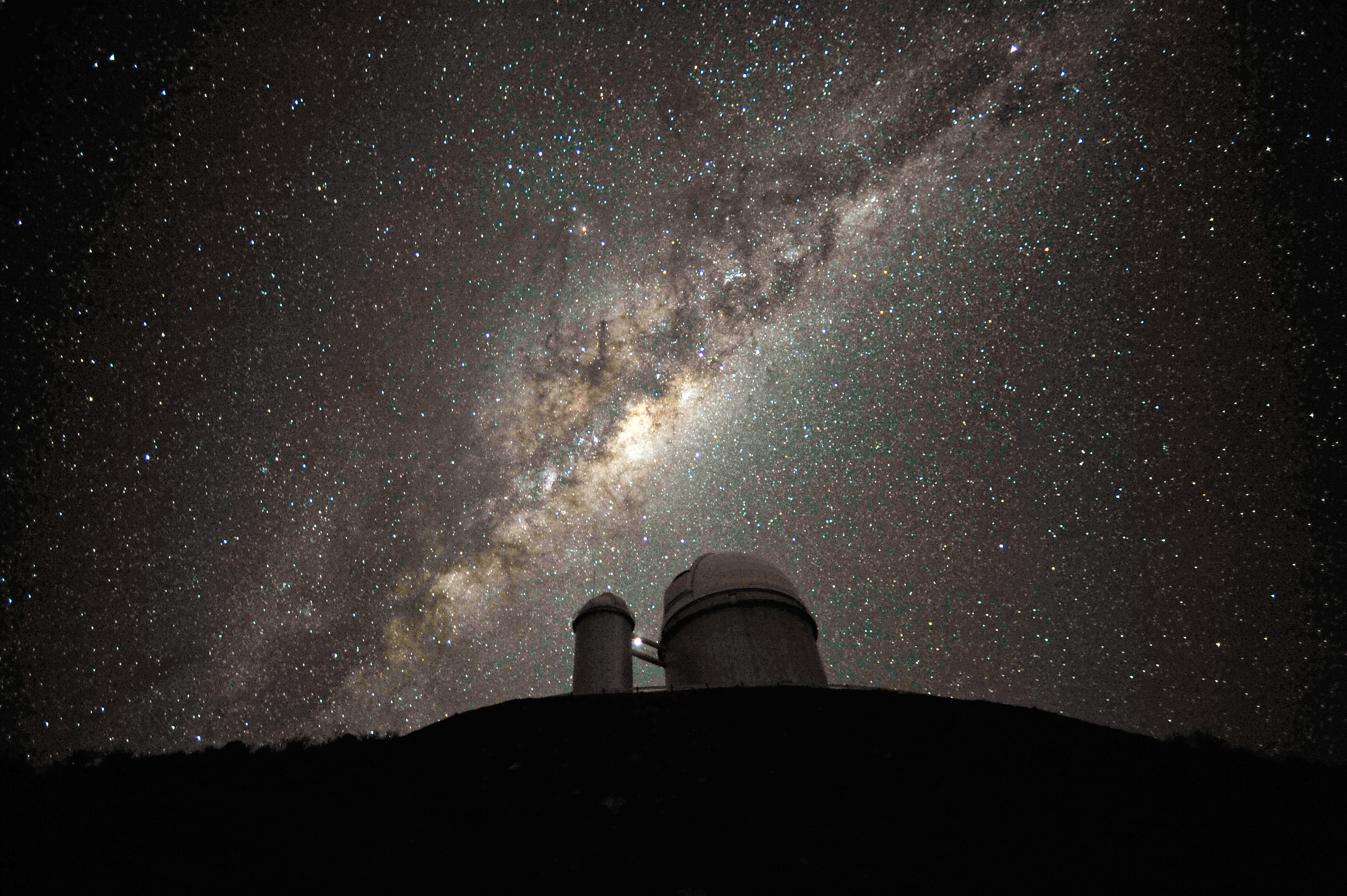
La Via Làctia vista des de l'Observatori de La Silla

L'astronomia és la ciència natural que estudia els cossos i fenòmens celestes i en descriu l'origen i l'evolució mitjançant les matemàtiques, la física i la química. El seu camp d'interès abasta els planetes, els satèl·lits naturals, els estels, les nebuloses, les galàxies, els meteoroides, els asteroides i els cometes, juntament amb fenòmens com les supernoves, els esclats de rajos gamma, els quàsars, els blàzars, els púlsars i la radiació còsmica de fons. A grans trets, l'astronomia estudia tot allò que ve de més enllà de l'atmosfera de la Terra. La cosmologia és la branca de l'astronomia que tracta de l'Univers en el seu conjunt.
Etimologia: la paraula astronomia prové del mot grec αστρονομία ('astronomia'), combinació dels mots άστρον (astron), que significa 'estrella', i νόμος (nomos), 'llei'. L'astronomia és una de les poques ciències en què els aficionats encara poden tenir un paper actiu, especialment en el descobriment i seguiment de fenòmens com les corbes de llum d'estrelles variables, el descobriment d'asteroides i cometes, etc.
No ha de confondre's l'astronomia amb l'astrologia, pseudociència que afirma que el destí de les persones, i dels assumptes humans en general, es troben relacionats amb les posicions aparents dels cossos astronòmics en el cel. Encara que ambdós camps comparteixen un origen comú, són molt diferents; els astrònoms segueixen el mètode científic, mentre que els astròlegs no. A més, els astròlegs no han assumit encara la precessió dels equinoccis, un descobriment que es remunta a Hiparc de Nicea.

## Història
El 1608, quan va haver-hi la invenció del telescopi, l'astronomia només comprenia l'observació i predicció del moviment dels objectes que podien ser observats a simple vista. En alguns llocs, com a Stonehenge, les primeres cultures crearen objectes molt grans que semblen tenir un propòsit astronòmic. A part del seu ús cerimonial, aquests observatoris podrien haver estat utilitzats per a determinar les estacions, un factor important quan s'havien de sembrar les plantes, així com la llargària de l'any.
Allà on es van desenvolupar les civilitzacions, de les quals es poden destacar els caldeus, egipcis, l'antiga Grècia, l'Índia i Xina, es van construir observatoris astronòmics i les idees sobre la natura de l'Univers es van començar a investigar. Es van desenvolupar les primeres idees sobre el moviment dels planetes i sobre la natura del Sol, la Lluna i la Terra en un univers explorat filosòficament. Això inclou especulacions sobre la natura esfèrica de la Terra i la Lluna, la rotació i el moviment de la Terra en els cels.

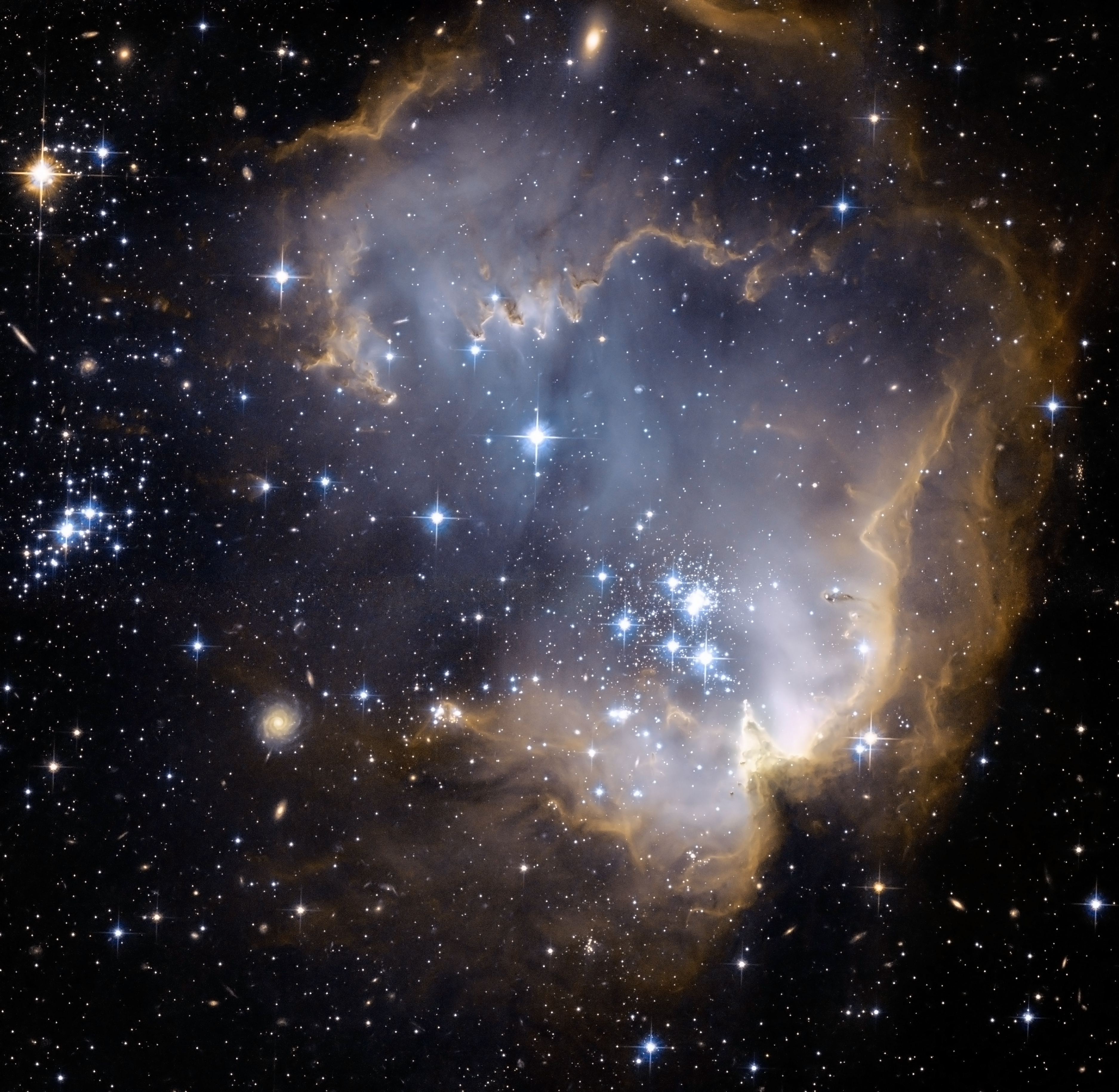
El petit núvol de Magalhães

Alguns descobriments astronòmics notables es varen fer abans de l'aplicació del telescopi. Per exemple, l'obliqüitat de l'eclíptica fou estimat en el 1000 aC pels xinesos. Els caldeus descobriren que els eclipsis de Lluna seguien un cicle recurrent anomenat saros. En el segle ii aC, Hiparc estimà la mida i la distància de la Lluna.
Durant l'edat mitjana, a Europa, l'astronomia observacional va quedar estancada, almenys fins al segle xiii. No obstant això, l'astronomia va florir dins el món islàmic i en altres parts del món. Alguns dels prominents astrònoms àrabs van fer contribucions significatives a la ciència; cal destacar-ne Al-Battani, Thàbit ibn Qurra, Abd Al-Rahman Al Sufi, Albumasar, Al-Biruní, Az-Zarqalí, l'escola de l'observatori de Maraga, Ali Qushjí, entre d'altres. Els astrònoms, en aquesta època, van introduir molts noms en àrab que actualment s'utilitzen en les descripcions d'estels. També es creu que les ruïnes del Gran Zimbabwe i Tombuctú poden haver acollit un observatori astronòmic. Els europeus durant molt temps havien cregut que no havia existit l'observació astronòmica a l'Àfrica subsahariana precolonial, però els descobriments més actuals indiquen el contrari.

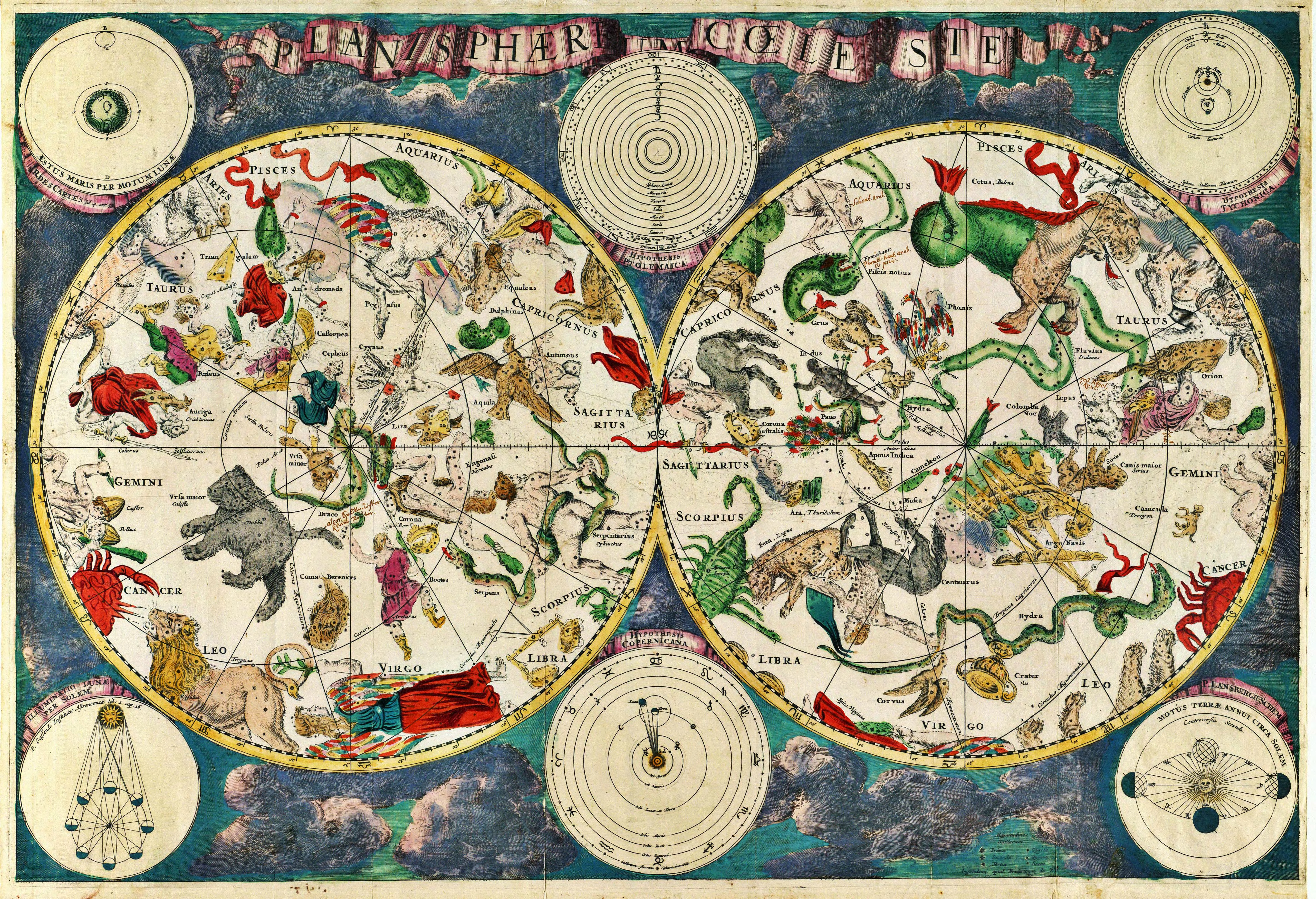
Planisferi celeste de del cartògraf neerlandès Frederik de Wit

### La revolució científica
Durant segles, la visió geocèntrica que el Sol i els altres planetes giraven al voltant de la Terra no es va qüestionar. Aquesta visió era la que pels nostres sentits s'observava. En el Renaixement, Nicolau Copèrnic va proposar el model heliocèntric del sistema solar. El seu treball De revolutionibus orbium coelestium va ser defensat, divulgat i corregit per Galileo Galilei i Johannes Kepler, autor d'Harmonices Mundi, en el qual es desenvolupa per primera vegada la tercera llei del moviment planetari.
Galileu va afegir la novetat de l'ús del telescopi per millorar les seves observacions. La disponibilitat de dades observacionals precises portà a indagar en teories que expliquessin el comportament observat (vegeu la seva obra Sidereus Nuncius). Al principi només es van obtenir regles ad hoc, com les lleis del moviment planetari de Kepler, descobertes a principis del segle xvii. Va ser Isaac Newton qui va estendre cap als cossos celestes les teories de la gravetat terrestre i conformà la llei de la gravitació universal, inventant així la mecànica celeste, amb la qual va explicar el moviment dels planetes i aconseguí unir el buit entre les lleis de Kepler i la dinàmica de Galileu. Això també va suposar la primera unificació de l'astronomia i la física (vegeu astrofísica).
Després de la publicació dels Principis matemàtics d'Isaac Newton (que també va desenvolupar el telescopi reflector), es va transformar la navegació marítima. A partir de 1670 aproximadament, utilitzant instruments moderns de latitud i els millors rellotges disponibles, s'ubicà cada lloc de la Terra en un planisferi o mapa, calculant per a això la seva latitud i longitud. La determinació de la latitud va ser fàcil, però la determinació de la longitud va ser molt més delicada. Els requeriments de la navegació suposaren una empenta per al desenvolupament progressiu d'observacions astronòmiques i instruments més precisos, constituint una base de dades creixent per als científics.
A finals del segle xix es va descobrir que, en descompondre la llum del Sol, es podien observar multitud de línies d'espectre (regions en les quals hi havia poca o gens de llum). Experiments amb gasos calents van mostrar que les mateixes línies podien ser observades en l'espectre dels gasos, línies específiques corresponents a diferents elements químics. D'aquesta manera, es va demostrar que els elements químics del Sol (majoritàriament hidrogen) es podien trobar igualment en la Terra. De fet, l'heli va ser descobert primer en l'espectre del Sol i només més tard es va trobar a la Terra, d'aquí el seu nom.
Es va descobrir que les estrelles eren objectes molt llunyans i amb l'espectròmetre es va demostrar que eren semblants al Sol, però amb una àmplia gamma de temperatures, masses i grandàries. L'existència de la Via Làctia com un grup separat d'estrelles no es va demostrar sinó fins al segle xx, juntament amb l'existència de galàxies externes i, poc després, l'expansió de l'Univers, observada en l'efecte del decalatge cap al roig. L'astronomia moderna també ha descobert una varietat d'objectes exòtics com els quàsars, púlsars, radiogalàxies, forats negres, estrelles de neutrons, i ha utilitzat aquestes observacions per a desenvolupar teories físiques que descriuen aquests objectes. La cosmologia va fer grans avenços durant el segle xx, amb el model del big-bang fortament sostingut per l'evidència proporcionada per l'astronomia i la física, com la radiació de fons de microones, la Llei de Hubble-Lemaître i l'abundància cosmològica dels elements químics.
Durant el segle xx, l'espectrometria va avançar, en particular com a resultat del naixement de la física quàntica, necessària per a comprendre les observacions astronòmiques i experimentals.

## Branques de l'astronomia

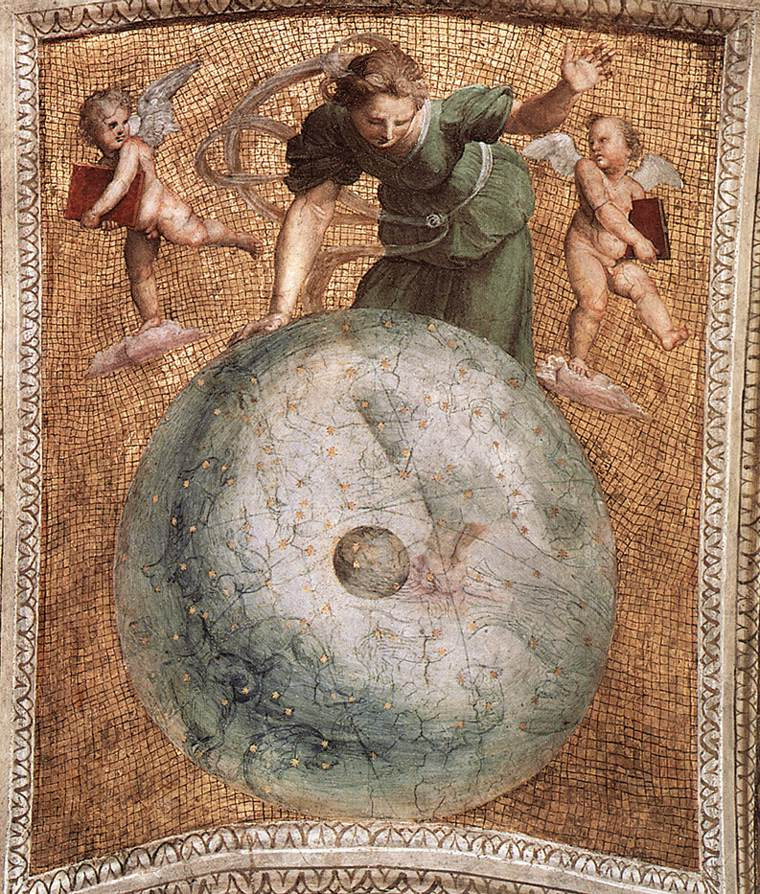
Urània, la musa grega de l'astronomia

L'astronomia es pot dividir en quatre grans branques:
- Astrometria: és la branca més antiga d'esta ciència. Descriu el moviment dels astres, planetes, satèl·lits i fenòmens com els eclipsis, els trànsits dels planetes per davant del disc del Sol. També estudia el moviment diürn i el moviment anual del Sol i les estreles. Inclou la descripció de cada un dels planetes, asteroides i satèl·lits del sistema solar. Són tasques fonamentals seues la determinació de l'hora i la determinació per a la navegació de les coordenades geogràfiques. Una de les seves parts és l'astronomia de posició o astronomia nàutica, que té com a objecte situar en l'esfera celeste la posició dels astres mesurant determinats angles respecte a uns plans fonamentals.[13]

- Mecànica celeste: té com a objecte interpretar els moviments dels astres[14] en l'àmbit de la mecànica newtoniana (llei de la gravitació universal de Newton). Estudia el moviment dels planetes al voltant del Sol, dels seus satèl·lits, el càlcul de les òrbites de cometes i asteroides. L'estudi del moviment de la Lluna al voltant de la Terra fou, per la seva complexitat, molt important pel desenvolupament de la ciència. El moviment estrany d'Urà causat per les pertorbacions d'un planeta fins llavors desconegut va permetre a Urbain Le Verrier i a John Couch Adams descobrir, a partir de càlculs de mecànica celeste, el planeta Neptú. El descobriment d'una mínima desviació en l'avanç del periheli de Mercuri es va atribuir inicialment a un planeta pròxim al Sol, Vulcà, fins que Einstein, amb la seua teoria de la relativitat general, la va aconseguir explicar.

- Astrofísica: és una part moderna de l'astronomia, que considera els astres com a cossos de la física estudiant la seva composició, estructura i evolució. Només va ser possible el seu inici al segle xix quan, gràcies al desenvolupament de l'espectrometria de masses, es va poder esbrinar la composició física de les estreles. Les branques de la física implicades en l'estudi són la física nuclear, la teoria de la relativitat, la termodinàmica i l'electromagnetisme, entre d'altres.[15]

- Cosmologia: és la branca de l'astrofísica que estudia els orígens, estructura, evolució i naixement de l'Univers en el seu conjunt. En els darrers anys, s'ha fet evident la relació entre la cosmologia i la física de partícules elementals.[16]

### Branques de l'astronomia segons la banda de l'espectre utilitzada
Atenent a la longitud d'ona de la radiació electromagnètica amb què s'observa el cos celeste, l'astronomia es divideix en:
- Astronomia òptica, quan l'observació utilitza exclusivament la llum en les longituds d'ona que poden ser detectades per l'ull, o molt prop d'aquestes (al voltant de 400 - 800 nm). N'és la branca més antiga.
- La radioastronomia usa per a l'observació radiació amb longituds d'ona de mm a cm, semblant a la utilitzada en radiodifusió. L'astronomia òptica i de ràdio pot realitzar-se usant observatoris terrestres, perquè l'atmosfera és transparent en eixes longituds d'ona.
- Astronomia infraroja que utilitza detectors de llum infraroja. La llum infraroja és fàcilment absorbida pel vapor d'aigua, de manera que els observatoris d'infrarojos han d'establir-se en llocs alts i secs, o bé en òrbita, fora de l'atmosfera terrestre.
- Astronomia d'alta energia: inclou l'astronomia de raigs X, astronomia de raigs gamma i astronomia ultraviolada, així com l'estudi dels neutrins i els raigs còsmics. Les observacions es poden fer únicament des de globus aerostàtics o observatoris orbitals.

### Branques de l'astronomia en funció del problema adreçat
- Astrometria: l'estudi de la posició dels objectes en l'espai i els canvis de posició. Defineix el sistema de coordenades utilitzat i la cinemàtica dels objectes de la nostra galàxia.
- Astrofísica: l'estudi de la física de l'Univers, incloses les propietats físiques (lluminositat, densitat, temperatura, composició química) dels objectes astronòmics.
- Cosmologia: l'estudi de l'origen de l'Univers i la seua evolució. L'estudi de la cosmologia és astrofísica teòrica a una escala més gran.
- Formació i evolució galàctica: l'estudi de la formació de les galàxies i llurs evolucions.
- Astronomia galàctica: l'estudi de l'estructura i components de la nostra galàxia i altres galàxies.
- Astronomia extragalàctica: l'estudi dels objectes (principalment galàxies) de fora de la nostra galàxia.
- Astronomia estel·lar: l'estudi dels estels.
- Evolució estel·lar: l'estudi de l'evolució de les estreles, des de la seua formació fins al seu final.
- Formació estel·lar: l'estudi de les condicions i processos que han conduït a la formació d'estreles en l'interior de núvols de gas, i el procés de formació en si mateix.
- Ciències planetàries: l'estudi dels planetes del sistema solar i dels planetes extrasolars.
- Astrobiologia (o exobiologia): l'estudi de l'adveniment i evolució de sistemes biològics en l'Univers.
- Arqueoastronomia.
- Astroquímica.

## Estudis interdisciplinaris
L'astronomia i l'astrofísica han desenvolupat lligams interdisciplinaris significatius amb altres camps científics importants. L'arqueoastronomia és l'estudi de les astronomies antigues o tradicionals en el seu context cultural, emprant materials arqueològics i antropològics. L'astrobiologia és l'estudi del sorgiment i evolució de sistemes biològics en l'Univers, amb particular èmfasi en la possibilitat de vida extraterrestre.
L'estudi dels composts químics trobats en l'espai, incloent-hi la seva formació, interacció i destrucció, és anomenada astroquímica. Aquestes substàncies són normalment trobades en núvols moleculars, encara que també poden aparèixer en estrelles de baixa temperatura, nanes marrons i planetes. La cosmoquímica és l'estudi dels composts químics trobats al sistema solar, incloent-hi l'origen dels elements i variacions en les proporcions d'isòtops. Tots dos camps representen la superposició de l'astronomia amb la química.

## Astronomia teòrica
Els astrònoms teòrics utilitzen una gran varietat d'eines com a models matemàtics analítics i simulacions numèriques per computadora. Cadascú té els seus avantatges. Els models matemàtics analítics d'un procés en general són millors perquè arriben al cor del problema i expliquen millor el que hi està succeint. Els models numèrics poden revelar l'existència de fenòmens i efectes que d'altra manera no es veurien.
Els teòrics de l'astronomia posen el seu esforç a crear models teòrics i imaginar les conseqüències observacionals d'aquests models. Això ajuda els observadors a cercar dades que puguin refutar un model o permetin triar entre diversos models alternatius o, fins i tot, contradictoris.
Els teòrics, també, intenten generar o modificar models per aconseguir noves dades. En el cas d'una inconsistència, la tendència general és tractar de fer modificacions mínimes al model perquè es correspongui amb les dades. En alguns casos, una gran quantitat de dades inconsistents al llarg del temps pot portar a l'abandonament total d'un model.
Els temes estudiats per astrònoms teòrics inclouen: dinàmica estel·lar i evolució estel·lar; formació i evolució de les galàxies; origen dels raigs còsmics; relativitat general i cosmologia física, inclosa la teoria de cordes.

### Mecànica celeste
L'astromecànica o mecànica celeste té per objecte interpretar els moviments de l'astronomia de posició, en l'àmbit de la part de la física coneguda com a mecànica, generalment la newtoniana (llei de la gravitació universal d'Isaac Newton). Estudia el moviment dels planetes al voltant del Sol, dels seus satèl·lits, el càlcul de les òrbites de cometes i asteroides. L'estudi del moviment de la Lluna al voltant de la Terra va ser per la seva complexitat molt important per al desenvolupament de la ciència. El moviment estrany d'Urà, causat per les pertorbacions d'un planeta fins llavors desconegut, va permetre a Urbain Le Verrier i a John Couch Adams descobrir sobre el paper al planeta Neptú. El descobriment d'una petita desviació en l'avanç del periheli de Mercuri es va atribuir inicialment a un planeta proper al Sol, Vulcà, fins que Einstein la va explicar amb la seva teoria de la relativitat.

### Astrofísica
L'astrofísica és una part moderna de l'astronomia que estudia els astres com a cossos de la física, estudiant la seva composició, estructura i evolució. Només va ser possible el seu inici al segle xix, quan gràcies als espectres es va poder esbrinar la composició física de les estrelles. Les branques de la física implicades en l'estudi són la física nuclear (generació de l'energia a l'interior de les estrelles) i la física relativística. A densitats elevades, el plasma es transforma en matèria degenerada, això porta a algunes de les seves partícules a adquirir altes velocitats que hauran d'estar limitades per la velocitat de la llum, la qual cosa afectarà les seves condicions de degeneració. Així mateix, en les proximitats dels objectes molt massius, estrelles de neutrons o forats negres, la matèria que cau s'accelera a velocitats relativistes emetent radiació intensa i formant potents dolls de matèria.

### Estudi dels objectes celestes

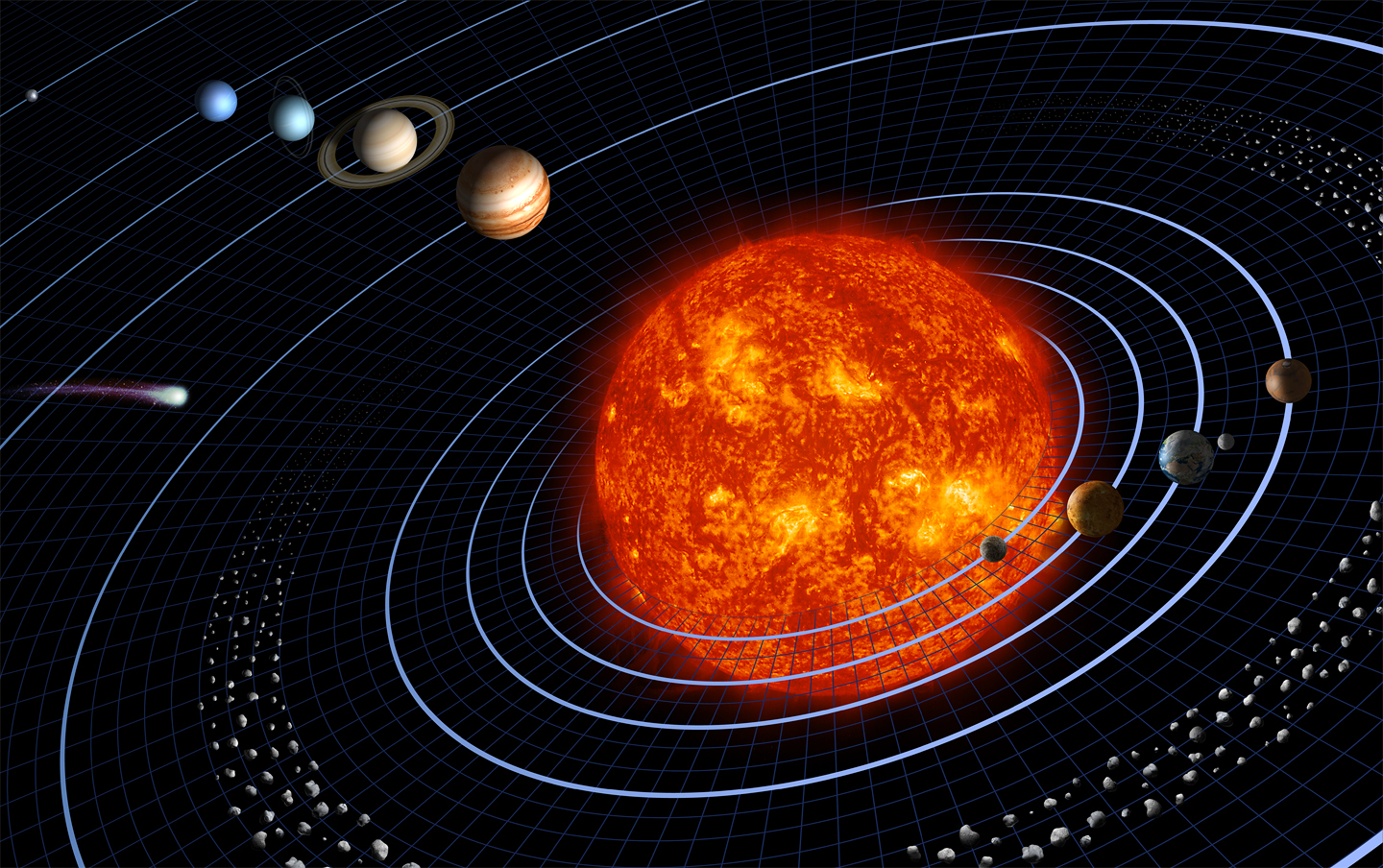
Posició figurada dels planetes i el Sol en el sistema solar, separades per planetes interiors i exteriors

#### El sistema solar des de l'astronomia
L'estudi de l'Univers o cosmos i, més concretament, del sistema solar, ha plantejat una sèrie d'interrogants i qüestions, per exemple com i quan es va formar el sistema, per què i quan desapareixerà el Sol, per què hi ha diferències físiques entre els planetes, etc.
És difícil precisar l'origen del sistema solar. Els científics creuen que pot situar-se fa uns 4.600 milions d'anys, quan un immens núvol de gas i pols va començar a contraure's, probablement a causa de l'explosió d'una supernova propera. Assolida una densitat mínima, es va contraure a causa de la força de la gravetat i va començar a girar a gran velocitat, per la conservació del seu moment cinètic, igual que quan una patinadora replega els braços sobre si mateixa gira més de pressa. La major part de la matèria es va acumular en el centre. La pressió era tan elevada que els àtoms van començar a fusionar-se, alliberant energia i formant una estrella. També hi havia moltes col·lisions. Milions d'objectes s'apropaven i s'unien o bé xocaven amb violència i es partien en trossos. Alguns cossos petits (planetesimals) anaven augmentant la seva massa mitjançant col·lisions i, en créixer, augmentaven la seva gravetat i recollien més materials amb el pas del temps (acreció). Les trobades constructives van predominar i, en només 100 milions d'anys, va adquirir un aspecte semblant a l'actual. Després, cada cos va continuar la seva pròpia evolució.

#### Astronomia del Sol
El Sol és l'estrella que, per l'efecte gravitacional de la seva massa, domina el sistema planetari que inclou la Terra. És l'element més important en el nostre sistema i l'objecte més gran, que conté aproximadament el 98% de la massa total del sistema solar. Mitjançant la radiació de la seva energia electromagnètica, aporta directament o indirecta tota l'energia que manté la vida a la Terra. Sortint del Sol, i escampats per tot el sistema solar en forma d'espiral, tenim el conegut com a vent solar, que és un flux de partícules, fonamentalment protons i neutrons. La interacció d'aquestes partícules amb els pols magnètics dels planetes i amb l'atmosfera genera les aurores polars boreals o australs. Totes aquestes partícules i radiacions són absorbides per l'atmosfera. L'absència d'aurores durant el mínim de Maunder s'atribueix a la manca d'activitat del Sol.

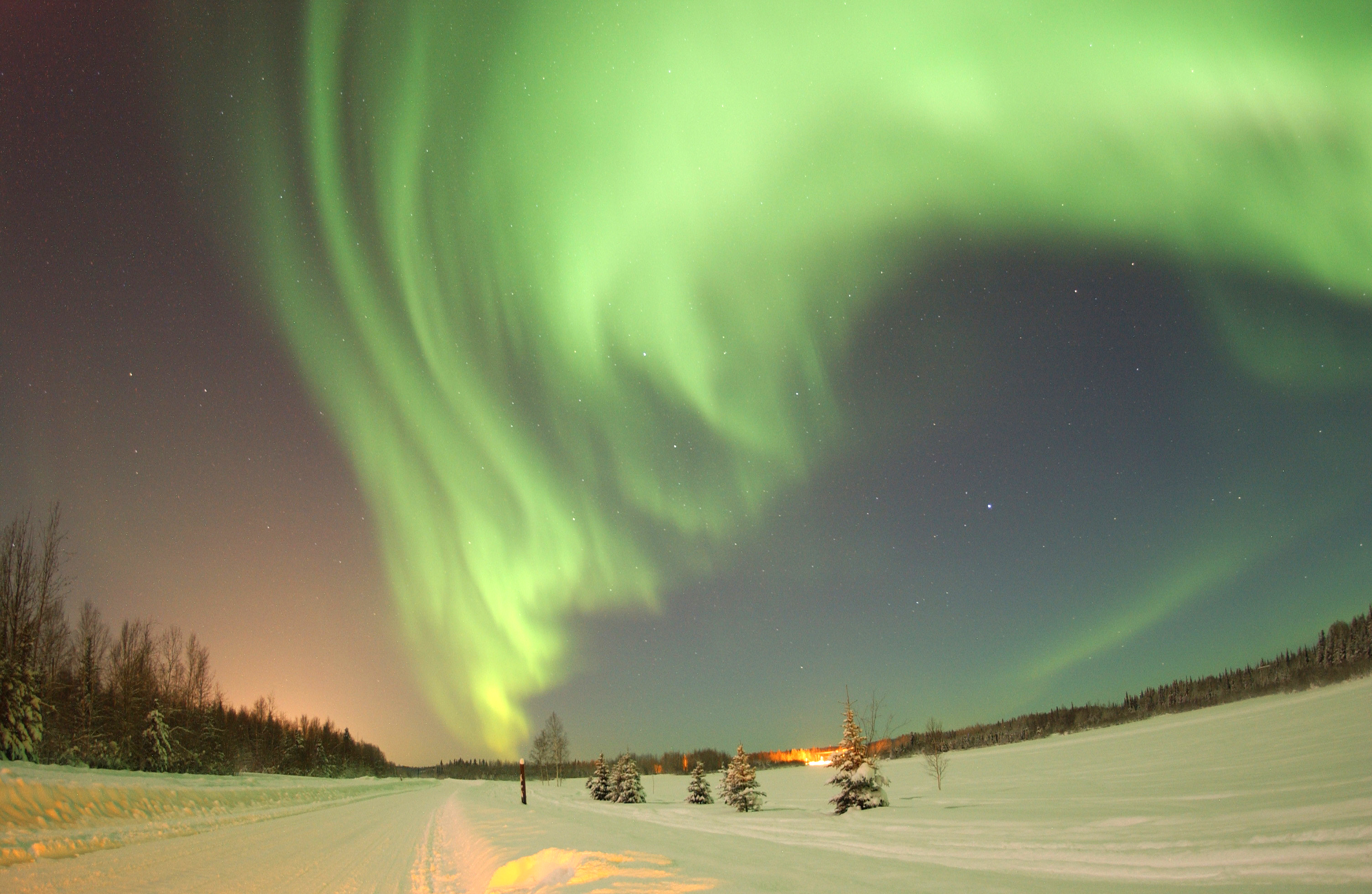
Un dels fenòmens més desconcertants i impactants que es pot observar en el nostre planeta són les aurores boreals. Van ser un misteri fins fa poc, però recentment han estat explicades, gràcies a l'estudi de l'astronomia del Sol.

A causa de la seva proximitat a la Terra i com és una estrella típica, el Sol és un recurs extraordinari per a l'estudi dels fenòmens estel·lars. No s'ha estudiat cap altra estrella amb tant de detall. L'estrella més propera al Sol és Proxima Centauri a 4,3 anys llum.
El Sol (i tot el sistema solar) gira al voltant del centre de la Via Làctia, la nostra galàxia. Dona una volta cada 200 milions d'anys. Ara es mou cap a la constel·lació d'Hèrcules a 19 km/s. Actualment, el Sol s'estudia des de satèl·lits, com l'observatori Heliosfèric i Solar (SOHO), dotats d'instruments que permeten apreciar aspectes que, fins ara, no s'havien pogut estudiar. A més de l'observació amb telescopis convencionals, s'utilitzen: el coronògraf, que analitza la corona solar, el telescopi ultraviolat extrem, capaç de detectar el camp magnètic, i els radiotelescopis, que detecten diversos tipus de radiació que resulten imperceptibles per a l'ull humà.
La part visible del Sol està a 6.000 °C i la corona, més allunyada, a 2.000.000 °C. Estudiant el Sol en l'ultraviolat es va arribar a la conclusió que l'escalfament de la corona es deu a la gran activitat magnètica del Sol. Els límits del sistema solar venen donats per la fi de la seva influència o heliosfèric, delimitada per una àrea anomenada front de xoc de terminació o heliopausa.

## Astronomia amateur

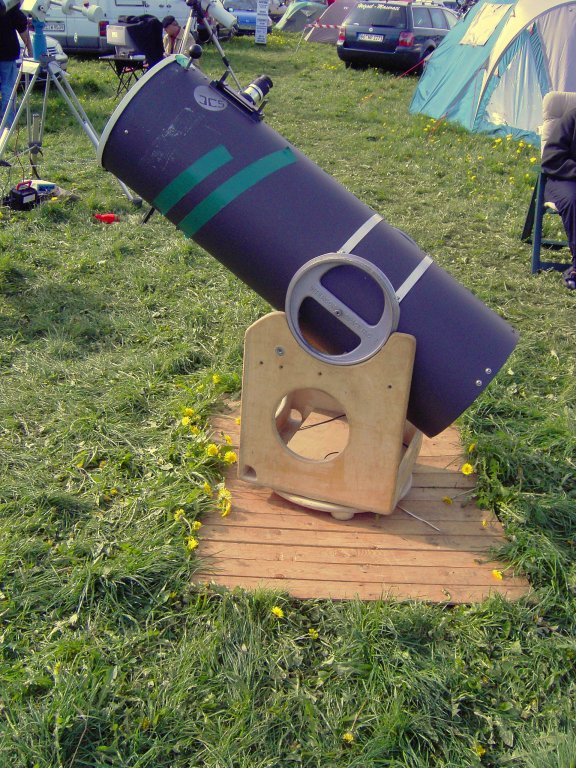
Un telescopi Dobson de mides moderades, construït per uns aficionats

L'astronomia és una de les ciències en què els aficionats poden contribuir més.
Col·lectivament, els astrònoms aficionats observen una gran quantitat d'objectes i fenòmens celestes, alguns cops amb equips fets per ells mateixos. Alguns objectius comuns d'astrònoms aficionats inclou la Lluna, planetes, estrelles, cometes, meteorits, i una varietat d'objectes de l'espai profund com cúmuls, galàxies i nebuloses. Una branca de l'astronomia d'aficionats, l'astrofotografia amateur implica prendre fotos en el cel nocturn. A molts aficionats, els agrada especialitzar-se en l'observació d'un tipus d'objectes o esdeveniments en concret.
La majoria d'aficionats treballen a longituds d'ona visibles, però una petita minoria experimenta amb longitud fora de l'espectre visible. Això inclou l'ús de filtres per a l'infraroig en telescopis convencionals o l'ús de radiotelescopis. El pioner en la radioastronomia amateur va ser Karl Jansky, que va començar observant el cel a longituds d'ona de ràdio als anys 30. Alguns aficionats fan servir telescopis de pròpia factura o radiotelescopis que van ser construïts originalment per a la recerca astronòmica, però que ara es troben disponibles per a aficionats (p. ex., el telescopi d'una milla).
Els astrònoms aficionats continuen fent contribucions científiques en el camp de l'astronomia. És més, aquesta és una de les poques disciplines científiques en què els aficionats encara poden fer contribucions significatives. Els aficionats poden fer mesures d'ocultació que són utilitzades per a refinar les òrbites dels planetes menors. També poden descobrir cometes i realitzar observacions regulars d'estrelles variables. Les millores en la tecnologia digital han permès als aficionats de fer avenços importants en el camp de l'astrofotografia.